# El sueño del doctor
La tentación del perezoso, también conocida como El sueño del doctor, es un grabado al buril sobre cobre fechado alrededor de 1498, realizado por el artista renacentista alemán Alberto Durero (1471-1528).

## Descripción
Un hombre de mediana edad en bata, a quien ningún atributo permite identificar con precisión como un erudito, a pesar del título habitual dado a este grabado, está en el fondo de esta obra de compleja iconografía. Sentado en la esquina de un banco, con la cabeza apoyada en almohadas puestas en vertical, dormido frente a una estufa de azulejos, recibe la visita de un demonio animalesco y alado que simbólicamente le sopla en la oreja izquierda con un fuelle. 
La mujer de pie desnuda que ocupa el primer plano es a la vez el objeto del sueño del perezoso y la encarnación de las tentaciones susurradas por Satanás. 

## Iconografía
Esta representación está plenamente en consonancia con la cultura popular nórdica y germánica de finales del siglo XV, que denunciaba la pereza, o acedia, como fuente de todos los males. Esta idea la retoma, por ejemplo, Sebastian Brant en su exitosa obra La nave de los locos, publicada en 1494. 
El anillo que lleva la mujer en el dedo meñique hace referencia a una leyenda recogida en la Crónica Imperial, escrita en Ratisbona en el siglo XII, según la cual el joven noble romano Astrolabio, bajo el hechizo de una antigua estatua, se puso un anillo en el dedo, sin saber que en realidad este acto lo vinculaba con el diablo. 

## Análisis
Este anclaje cultural, así como la dimensión indudablemente moralizante de la escena, pueden sin embargo aparecer como pretextos que permiten a Durero afrontar la representación de un desnudo femenino monumental. En una inversión magistral, Durero sitúa las visiones y los sueños en primer plano. La escena real, relegada a un segundo plano, también queda parcialmente oculta por el grueso montante de madera del banco en alto que también permite resaltar, por contraste, la sinuosidad de la figura femenina. 
Toda la atención se centra así en la mujer que, con su contrapposto, el tratamiento de su carnación y su larga cabellera, adquiere el aspecto de una Venus florentina del Quattrocento. Este buril atestigua el temprano interés de Durero por la representación del desnudo y su igualmente temprana investigación sobre modelos antiguos e italianos.
El pequeño y alado Cupido acompaña a su madre, en el curioso acto de subirse a unos zancos, lo que sugiere además que en un anciano, la lujuria, además de pecaminosa, es inútil.

## Posteridad
El éxito de esta obra entre los contemporáneos de Durero fue inmediato. Es copiada tanto por artistas italianos, como Marcantonio Raimondi y Giovanni Antonio da Brescia, como por artistas nórdicos, como Wenzel von Olmütz. 